# Petrichus tobioides
Petrichus tobioides là một loài nhện trong họ Philodromidae.
Loài này thuộc chi Petrichus. Petrichus tobioides được Cândido Firmino de Mello-Leitão miêu tả năm 1941.